# Cognome e nome: Lacombe Lucien
Cognome e nome: Lacombe Lucien (Lacombe Lucien) è un film del 1974 diretto da Louis Malle. Fu candidato al premio Oscar come migliore film straniero.

## Trama
Giugno 1944. In un paesino del Sud-ovest della Francia, vicino al confine spagnolo, vive il diciassettenne Lucien Lacombe, inserviente in una casa di riposo per anziani. Suo padre è stato fatto prigioniero dai tedeschi e la madre porta avanti con difficoltà una fattoria. Nel tornare per qualche ora a casa, scopre che la fattoria è stata occupata da sfollati e che la madre ha una relazione con il padrone.
Lucien si diverte a uccidere piccoli animali con la fionda o con il fucile. Ignorante e illetterato, è in cerca di identità, ha voglia di imprese "eroiche" che gli facciano guadagnare rispetto e lo facciano uscire dalla condizione umile in cui versa. Pur privo di consapevolezza politica, il ragazzo decide di aggregarsi ai partigiani e si rivolge al maestro Peyssac, ma viene respinto.
A seguito della foratura di una gomma della bicicletta, Lucien arriva in paese dopo l'inizio del coprifuoco. Fermato dalla polizia, finisce nell'albergo occupato dal comando della Gestapo, dove viene colpito dalla vita lussuosa che conducono i collaborazionisti dei tedeschi. Gli sembra che questi ultimi, mettendosi al servizio degli occupanti, abbiano acquisito il potere di fare ciò che vogliono, mostrando la loro arroganza agli indifesi e ai deboli. Nel gruppo dei dipendenti della Gestapo troviamo alcuni balordi, come il ciclista Aubert (un tempo campione, ora solo e alcolizzato), un ex poliziotto cacciato come malfattore ai tempi del governo del Fronte Popolare, un disoccupato di colore e un fanatico filonazista. Il cinico e amorale Jean-Bernard de Voisins è un aristocratico che cerca di trarre ogni possibile vantaggio dalla sua posizione. Più che l'ideologia nazista, gli interessa il denaro per condurre una vita lussuosa con la sua amante.
Invogliato a bere, il giovane si ubriaca e involontariamente fa il nome del maestro Peyssac, che viene arrestato e torturato. Il destino collaborazionista di Lucien è segnato. Senza chiedersi perché, comincia a prendere parte alle azioni repressive assieme ai suoi camerati, si dà al saccheggio e uccide vari resistenti catturati come i suoi compagni, cominciando a ubriacarsi sistematicamente.
Jean-Bernard de Voisins presenta Lucien al sarto parigino Albert Horn, un ebreo che sopravvive nascondendosi in cambio di denaro sotto la ricattatoria protezione del poliziotto. Lucien incontra sua figlia France e se ne innamora; Horn è contrariato per l'amore tra sua figlia e un collaborazionista. France è attirata da Lucien, ma nello stesso tempo lo teme e subisce le sue minacce e i suoi modi rozzi; lui si sente finalmente forte e porta regali e champagne. Proprio a casa di Horn, Lucien incontra sua madre, che pur criticandolo perché collabora con i tedeschi, accetta i soldi che lui ha rubato.
Successivamente Horn viene arrestato e fatto deportare dai tedeschi davanti agli occhi di Lucien, che non muove un dito. Horn accetta il suo destino serenamente, rivendicando di essere un ebreo, ma anche un francese. Lucien vive gli ultimi travagliati giorni di guerra civile e vede i suoi camerati cadere a uno a uno sotto i colpi dei partigiani. Il comandante dei collaborazionisti, l'ex poliziotto, è ferito mortalmente in uno scontro a fuoco. Jean-Bernard de Voisins parte con la sua amante per raggiungere la Spagna, ma entrambi verranno ritrovati uccisi lungo una strada.
Lucien giunge nella stanza dove si torturano i prigionieri e un partigiano segnato dalle percosse gli chiede perché lui abbia deciso di collaborare con i tedeschi e gli chiede di ravvedersi. Ma Lucien lo imbavaglia perché non vuole sentire il suo destino e perché vuole ancora giocare al "grand'uomo" (due volte gli dice: "Non mi piace che lei mi dia del tu"). Appena uscito dalla stanza, assiste all'irruzione di partigiani nell'albergo abbandonato dai tedeschi. I suoi ultimi camerati, intenti a ubriacarsi, vengono giustiziati.
Nel corso di una rappresaglia nazista per un'azione partigiana, Lucien è insieme a un nazista che va nella casa di France e sua nonna per arrestarle. Il tedesco lo rimprovera per un orologio che Lucien si mette in tasca, ma poi lo ruba lui. Questo fa scattare la gelosia contadina per "la roba" e la disillusione per i "padroni". Questa è l'unica emozione che Lucien prova. Per la prima volta prende autonomamente una decisione: uccide il tedesco e fugge con le due verso la Spagna. Con la ragazza e la nonna vivrà i suoi ultimi giorni. Benché Lucien Lacombe sia un personaggio inventato (e solo ispirato a un collaborazionista realmente vissuto), dai titoli di coda si apprende che fu poi arrestato dai partigiani il 12 ottobre 1944 e quindi fucilato.

## Riconoscimenti
- 2 BAFTA: miglior film, Premio UN
- National Board of Review Awards 1974: miglior attore non protagonista (Holger Löwenadler)
- Nomination Oscar al miglior film straniero
- Seminci 1975: Premio San Gregorio